# Andrena winnemuccana
Andrena winnemuccana är en biart som beskrevs av Laberge 1973. Andrena winnemuccana ingår i släktet sandbin, och familjen grävbin. Inga underarter finns listade i Catalogue of Life.